# Egon Evertz

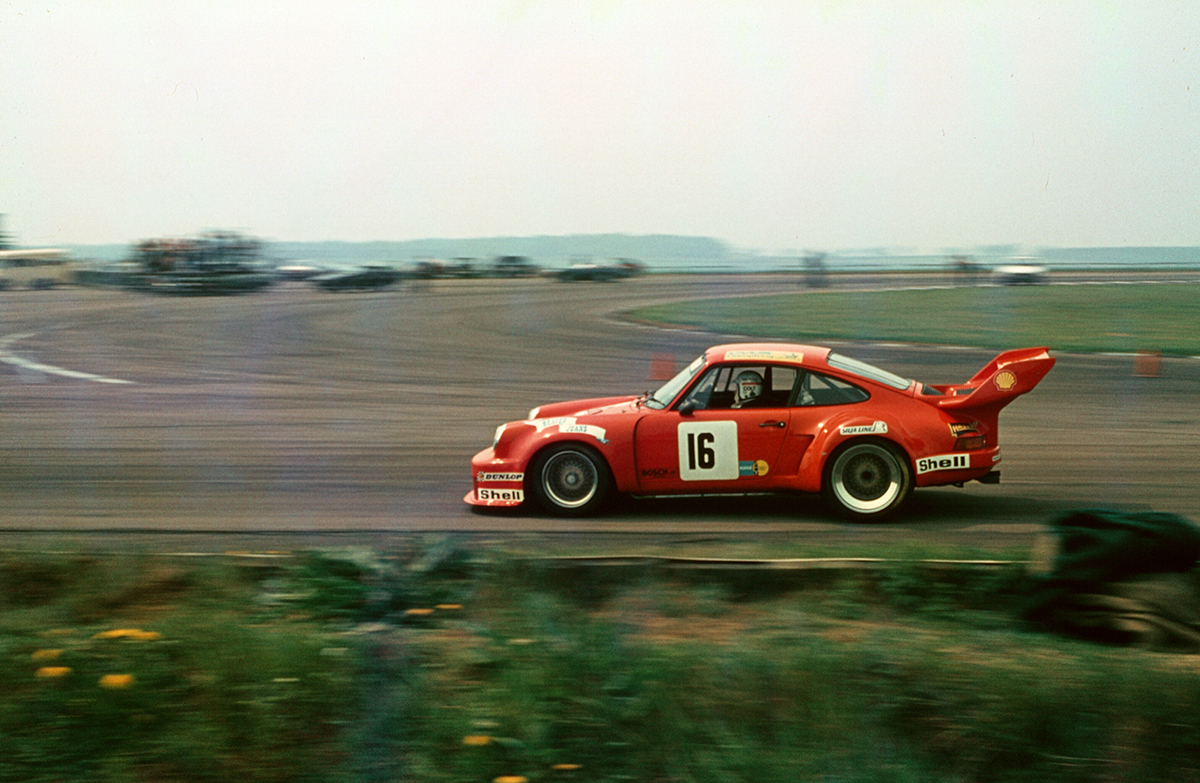
Egon Evertz am Steuer seines Porsche 934 beim 6-Stunden-Rennen von Silverstone 1976

Egon Evertz (* 4. November 1936 in Solingen) ist ein deutscher Unternehmer, Musiker, Schachspieler und -funktionär sowie ehemaliger Automobilrennfahrer und Rennstallbesitzer.

## Unternehmer
Egon Evertz, der nach dem Tod seines Vaters 1950 zum Vollwaisen wurde, gründete 1956 in seiner Heimatstadt Solingen mit einem Startkapital von 300 D-Mark und zwei Mitarbeitern einen kleinen Zulieferbetrieb der Stahlindustrie. 1951 hatte er eine Lehre beim Ohligser Handelsunternehmen Gebrüder Weyersberg begonnen und als Großhandelskaufmann abgeschlossen. Vor der Gründung seines eigenen Unternehmens arbeitete er in einem Betrieb, der Schweiß-Elektroden herstellte.
Der Erfolg seines Unternehmens fußte auf einer neuen Methode des Kaltverschweißens. Dadurch konnten defekte Kokillen durch Guss-Elektroden einfach repariert werden und mussten nicht nach nur kurzer Einsatzzeit durch neue ersetzt werden. Mit dieser Methode sparten Stahlhersteller erhebliche Summen in der Produktion.
Das Unternehmen wuchs schnell und konnte immer mehr Reparaturen an Verschleißteilen bei der Stahlerzeugung anbieten und durchführen. Zu Erweiterung der Produktpalette kamen auch Firmenübernahmen. Neben der Übernahme der 1983 stillgelegten Siegerländer Kupferwerke erwarb die Evertz Group die Markenrechte und das Ersatzteillager des in Konkurs gegangenen Maschinenbauers Klopp in Solingen. Aktuell hält das Unternehmen 100 Patente.
Die Evertz Group ist Eigentümer von 20 Gesellschaften in Deutschland, den Vereinigten Staaten, der Schweiz, Frankreich und Luxemburg und beschäftigt mehr als 600 Mitarbeiter.
Egon Evertz ist verheiratet, Vater zweier Kinder und dreifacher Großvater. Seine beiden Söhne Dipl.-Ing. Ralf Evertz und Dipl. Ökonom Stefan Evertz haben bzw. hatten Führungspositionen in der Unternehmensgruppe inne. Stefan Evertz, geboren 1964, starb im August 2022.

## Musiker
Egon Evertz wollte ursprünglich Geiger werden, musste seine Ausbildung aber nach dem Tod des Vaters 1950 abbrechen. Als 50-Jähriger nahm er die Ausbildung wieder auf und spielte im Lauf der Jahre mehrere CDs ein. Evertz spielte dabei auf einer Violine aus Stahl, die elektronisch verstärkt ist.

## Schach

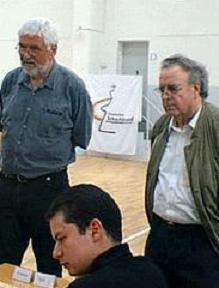
Hans Besser (Deutscher Meister 1967), Joël Lautier und Egon Evertz (rechts) bei der deutschen Blitz-Mann-schaftsmeisterschaft 2002 in Solingen.

Egon Evertz war Vorsitzender der Schachgesellschaft Solingen. Während seiner Vorsitzzeit wurde der Verein mehrmals Deutscher Mannschaftsmeister und einmal Europapokalsieger für Vereinsmannschaften. 
Evertz kam sporadisch in der ersten Mannschaft zum Einsatz, unter anderem beim Gewinn der deutschen Mannschaftsmeisterschaften 1971 und 1975 sowie je einmal in den Bundesligasaisons 1980/81 und 1988/89.

## Fliegerei
Evertz betrieb unter dem Namen Air Evex ein Luftfahrtunternehmen, in dem er selbst als Pilot aktiv war.

## Ehrungen
Am 24. August 2012 wurde Evertz mit dem Verdienstorden des Landes Nordrhein-Westfalen ausgezeichnet. 2013 wurde ihm der Ehrenring der Stadt Solingen verliehen.

## Karriere im Motorsport
Neben der Musik, dem Schachspiel und der Fliegerei, war der Motorsport eine weitere Leidenschaft von Evertz. Zwischen 1959 und 1976 bestritt er mit Erfolg GT- und Sportwagenrennen. Seinen ersten internationalen Einsatz hatte er beim 1000-km-Rennen auf dem Nürburgring 1959, einem Langstreckenrennen, das in diesem Jahr zur Sportwagen-Weltmeisterschaft zählte. Teampartner im Porsche 356 Carrera war Frank Kalkuhl, der den Wagen auch gemeldet hatte. Das Duo erreichte den 22. Rang in der Gesamtwertung und den achten Rang in der Klasse der GT-Wagen bis 1,6-Liter-Hubraum.
1960 sicherte er sich drei deutsche Meistertitel. Auf einem DKW 1000S gewann er sowohl die Deutsche Rallye-Meisterschaft, als auch die Touren- und Rundstrecken-Meisterschaft. Das zum FIA-GT-Cup 1960 zählende 500-km-Rennen auf dem Nürburgring beendete er als Gesamtsechster. Nach der Geburt seines ersten Kindes beendete er die Rennkarriere Mitte 1961 vorerst.
1975 gab er ein Comeback und wurde auf einem Porsche 911 Carrera RSR deutscher Bergmeister. Dazu kamen Renneinsätze in der Deutschen Rennsport-Meisterschaft und in der Interserie. 1976 hatte er seine letzte und internationalste Rennsaison. Evertz ließ im eigenen Rennteam einen Porsche 934 für die Rennen der Sportwagen-Weltmeisterschaft vorbereiten und engagierte mit Leo Kinnunen einen professionellen Copiloten. Der Finne hatte Formel-1-Erfahrung und pilotierte 1970 erfolgreich einen Porsche 917 für das Team von John Wyer in der Sportwagen-Weltmeisterschaft. Beim 6-Stunden-Rennen von Silverstone erreichten Evertz und Kinnunen einen überraschenden dritten Gesamtrang, der vom zweiten Platz beim 6-Stunden-Rennen von Watkins Glen noch übertroffen wurde. Unterstützung erhielten Evertz und Kinnunen dabei von Toine Hezemans, der als dritter Fahrer fungierte.
Beim 24-Stunden-Rennen von Le Mans meldete Evertz zwei Fahrzeuge und vier Fahrer. Evertz und Kinnunen gingen auf einem Porsche 908/03 ins Rennen. Hartwig Bertrams und Heinz Martin pilotierten einen Porsche 911 Carrera RSR. Nach dem Ausfall des 908 wegen Motorschadens wechselte Evertz in den Wagen seiner beiden Landsleute und beendete das Rennen als Gesamtneunter. Ende des Jahres 1976 trat er endgültig vom Rennsport zurück.

## Statistik

### Le-Mans-Ergebnisse
| Jahr | Team           | Fahrzeug                | Teamkollege      | Teamkollege  | Platzierung | Ausfallgrund |
| ---- | -------------- | ----------------------- | ---------------- | ------------ | ----------- | ------------ |
| 1976 | Egon Evertz KG | Porsche 911 Carrera RSR | Hartwig Bertrams | Heinz Martin | Rang 9      |              |

### Einzelergebnisse in der Sportwagen-Weltmeisterschaft
| Saison | Team          | Rennwagen   | 1   | 2   | 3   | 4   | 5   | 6   | 7   | 8   | 9   | 10  | 11  | 12  | 13  | 14  |
| ------ | ------------- | ----------- | --- | --- | --- | --- | --- | --- | --- | --- | --- | --- | --- | --- | --- | --- |
| 1959   | Frank Kalkuhl | Porsche 356 | SEB | TAR | NÜR | LEM | RTT |     |     |     |     |     |     |     |     |     |
| 1959   | Frank Kalkuhl | Porsche 356 | 22  |     |     |     |     |     |     |     |     |     |     |     |     |     |
| 1976   | Egon Evertz   | Porsche 934 | MUG | VAL | NÜR | MON | SIL | IMO | NÜR | ZEL | PER | WAT | MOS | DIJ | DIJ | SAL |
| 1976   | Egon Evertz   | Porsche 934 | 3   | DNF |     |     | 3   |     | DNF | DNF |     | 2   |     | 4   |     |     |